# Sigmactenus timorensis
Sigmactenus timorensis är en loppart som beskrevs av Burden et Beaucournu 2000. Sigmactenus timorensis ingår i släktet Sigmactenus och familjen smågnagarloppor. Inga underarter finns listade i Catalogue of Life.